# Dotto dei Dauli

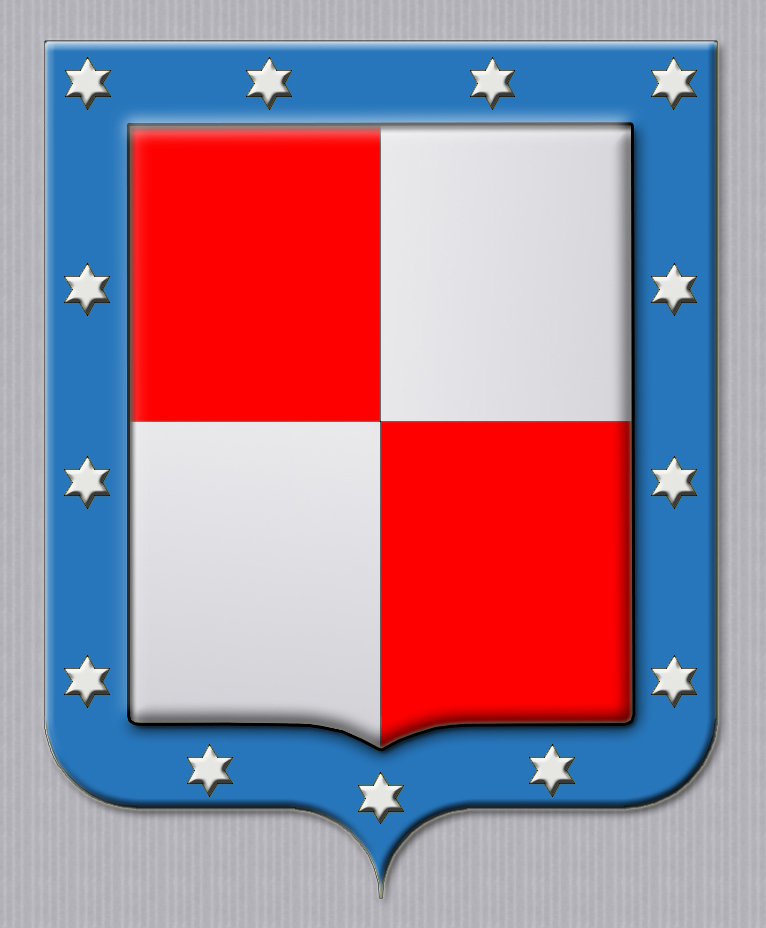
Stemma nobiliare della famiglia Dotti dei Dauli, simile a quello del comune di Dolo

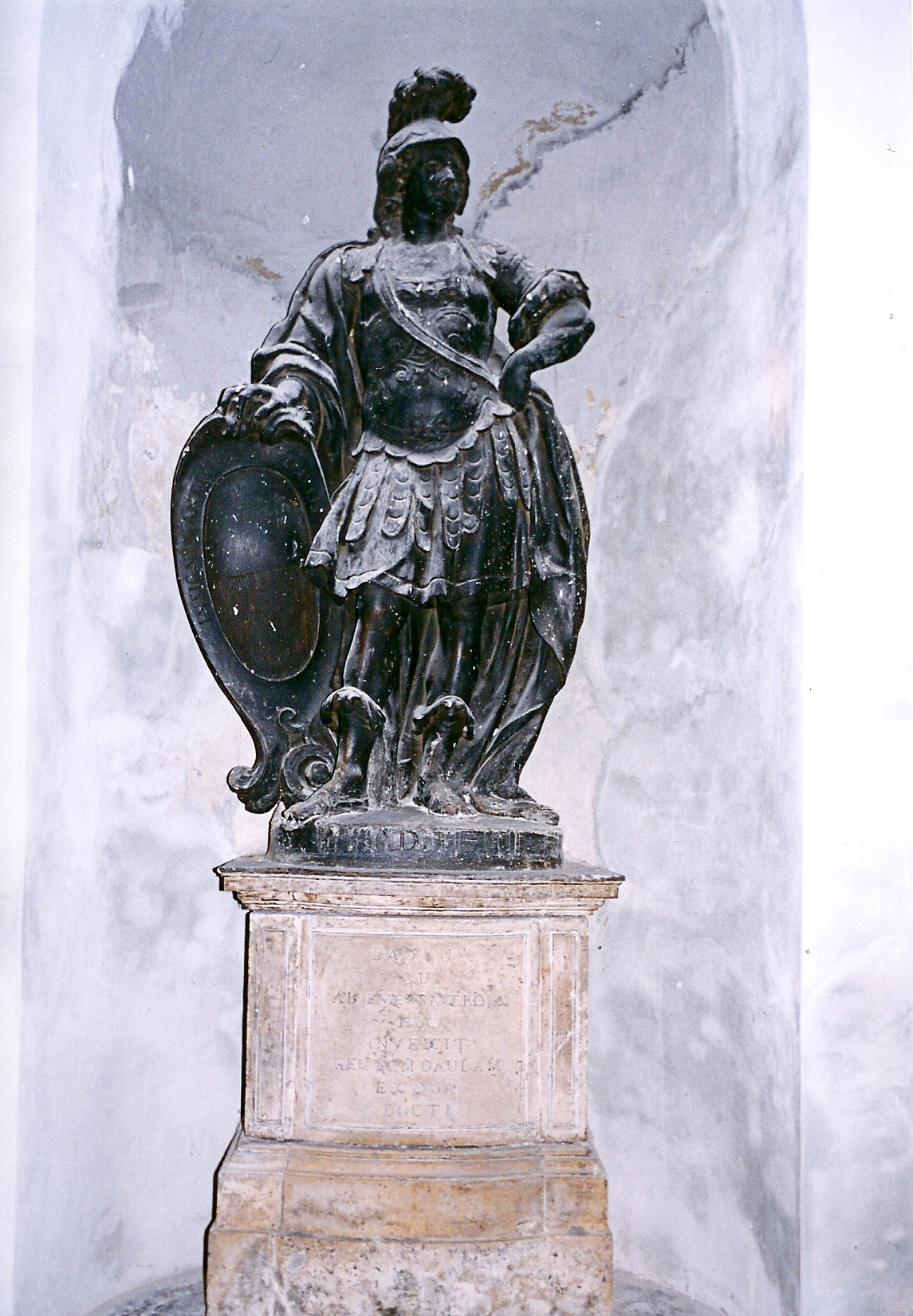
Statua di Cono Dauli a Padova presso Palazzo Da Rio

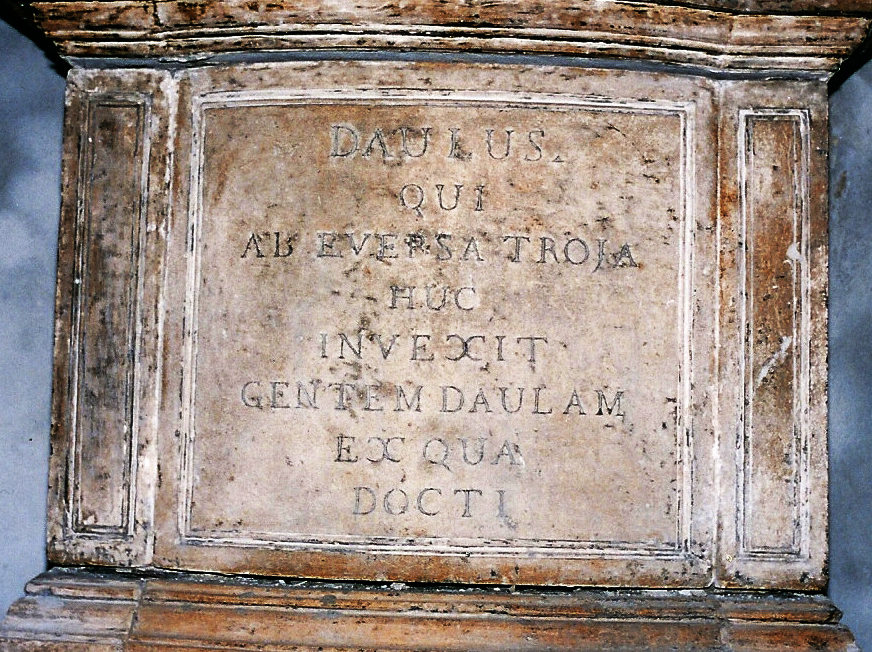
Iscrizione del basamento della statua di Cono Dauli a Padova presso Palazzo Da Rio

I Dotti dei Dauli o Dotti de' Dauli o Dauli o più spesso semplicemente Dotti furono una famiglia aristocratica padovana. Dai Dauli nasce il toponimo Daulo, oggi Dolo.

## Origini mitiche
La famiglia vantava origini troiane: avrebbero seguito infatti il mitico Antenore in Italia settentrionale e avrebbero partecipato alla fondazione di "Antenorea", poi divenuta Padova. 
Il progenitore della stirpe sarebbe stato tesoriere del re Antenore.
Avrebbe inoltre fatto parte della famiglia Cono Dauli, che viene riportato fra i consoli patavini che avrebbero fondato Venezia nell'anno 421. Tale "fondazione" sarebbe comunque piuttosto da intendersi come periodo in cui le isole su cui sorse poi Venezia cominciarono a popolarsi.
Alcune cronache riportano la presenza di un Severiano Dauli, che sarebbe stato vescovo di Padova dal 419, ma non risulta menzionato in altri documenti, al rito di consacrazione della chiesa di San Giacomo di Rialto: la chiesa risulta tuttavia nominata dai documenti solo a partire dal XII secolo.

## Storia
I Dauli furono aggregati alla nobiltà padovana dal re Enrico IV e furono ammessi al Nobile Consiglio della città nel 1081.
Numerosi membri della famiglia ebbero cariche civili e militari: in età comunale furono cavalieri, capitani, giudici, dottori nonché podestà. 
Zambone Dauli, che nel 1310 stabilì il regolamento per mercati e feste nel Prato della Valle, per la sua vasta cultura ebbe il soprannome di Dotto, cognome aggiunto al gentilizio de' Dauli e che passò ai suoi discendenti, i "Dotti de’ Dauli". Nel 1354 fu accusato di congiura contro Francesco I da Carrara e si tolse la vita per non sottostare alla pena capitale. Una sua statua (statua n. 46) fu eretta in Prato della Valle. .
Paolo IV Dotti nel 1466, durante una giostra in Piazza dei Signori, apparve accompagnato da un gigante di legno. I suoi discendenti furono  chiamati a Padova i "Dotti del Gigante". 
Vincenzo Dotti nel 1623 fu geografo, architetto e matematico e delineò la topografia di Padova

## Luoghi e architetture
- Palazzo da Rio già Dotti de’ Dauli in strà Maggiore oggi via Dante (al n.48): palazzo ristrutturato nel Settecento inglobando un'antica torre gentilizia, forse del 1100 [7] Nell'ingresso è presente la statua di Cono Dauli, mitico fondatore di Venezia, nel cui basamento è scolpita la seguente iscrizione: DAULUS QUI AB EVERSA TROJA HUC INVEXIT GENTEM DAULAM EX QUA DOCTI.

- Palazzo Dotti Vigodarzere, in Borgo Rovina, oggi via Rudena a Padova: progettato dall'architetto Giannantonio Selva per conto della famiglia Dotti Vigodarzere e costruito nel 1796[8]

## Stemma nobiliare
Lo stemma della famiglia Dotti de’ Dauli è uno scudo inquartato d’argento  e rosso con una bordura azzurra portante 13 stelle d’argento.